# Mojster nebeške lepote
Mojster nebeške lepote je biografski roman, v katerem je slovenski pisatelj Ivan Sivec prikazal življenje in delo arhitekta Jožeta Plečnika. Roman vsebuje tudi fotografije skic iz življenja in dela Jožeta Plečnika, ki sta jih posnela Mirko Kambič in Mirko Kambič ml.   

## Vsebina
Jože Plečnik se je kot četrti otrok rodil očetu Andreju in materi Heleni 23. januarja 1872. Brez večjih težav je opravil vseh pet razredov obvezne ljudske šole. Ker pa v prvem letniku gimnazije ni bil preveč uspešen, bil pa je nadarjen za risanje, sta starša sklenila, da bi bilo za sina najbolje, da ga izpišeta iz gimnazije in da bi začel pomagati v očetovi mizarski delavnici. Izdeloval je tako lepe lesene okraske, da so ga po priporočilu ljubljanskega gospoda Ivana Hribarja vpisali v drugi letnik obrtne šole. Kmalu po končani šoli je dobil državno štipendijo za šolanje v Gradcu. V šoli mu je dobro šlo, probleme mu je delala le nemščina. Po končanem šolanju se je zaposlil v ateljeju pri svojem profesorju. Ko mu je umrl oče, se je za nekaj časa vrnil domov. V Gradec se ni več vrnil, temveč je odšel na Dunaj in se zaposlil pri arhitektu Leopoldu Müllerju. Plečnik se je vpisal na akademijo za arhitekturo, kjer ga je profesor Otto Wagner sprejel na podlagi njegovih nenavadnih skic. Po končanem študiju je Plečnik še živel in delal na Dunaju. Iz Dunaja se je odpravil v Prago, kjer je poučeval na umetnoobrtni šoli. Ko so v Ljubljani ustanovili univerzo in s tem Oddelek za arhitekturo, se je Plečnik vrnil domov, kjer je tudi začel predavati. Doma je ostal do svoje smrti. 
Skozi celotno biografijo nas spremljajo slike Plečnikovega dela.

## Zbirka
Biografski roman je izšel v zbirki Slovenske večernice 151

## Izdaje in prevodi
- Sivec, Ivan. Mojster nebeške lepote. Mohorjeva družba: Celje, 2001. ISBN 961-218-371-6 (COBISS)
- Sivec, Ivan. Mojster nebeške lepote. Mohorjeva družba: Celje, 2001. ISBN 961-218-371-6 (COBISS)